# Gonzalo Torres (baloncestista)
Gonzalo Torres (Bahía Blanca, Provincia de Buenos Aires, Argentina, 16 de julio de 1994) es un baloncestista argentino que habitualmente se desempeña como ala-pívot, aunque también suele actuar como pívot. Actualmente es parte de la plantilla de Provincial de La Liga Argentina.
Es hermano del también baloncestista Juan Manuel Torres.

## Trayectoria

### Clubes
| Club                     | País      | Año             |
| ------------------------ | --------- | --------------- |
| Bahía Basket             | Argentina | 2010 - 2013     |
| Alianza Viedma           | Argentina | 2013 - 2014     |
| Hispano Americano        | Argentina | 2014 - 2015     |
| Regatas Lima             | Perú      | 2015            |
| Hispano Americano        | Argentina | 2015 - 2018     |
| Estudiantes Concordia    | Argentina | 2018 - 2020     |
| Instituto                | Argentina | 2020            |
| La Unión de Formosa      | Argentina | 2021            |
| Cafeteros de Armenia     | Colombia  | 2021            |
| Unión de Santa Fe        | Argentina | 2021 - 2022     |
| Ferro                    | Argentina | 2022            |
| Independiente BBC        | Argentina | 2023            |
| Miramar BBC              | Uruguay   | 2023            |
| Hispano Americano        | Argentina | 2023 - 2024     |
| Peñarol de Mar del Plata | Argentina | 2024            |
| Racing                   | Argentina | 2024 - 2025     |
| Leones de Riobamba       | Ecuador   | 2025            |
| Provincial               | Argentina | 2025 - Presente |

## Selección nacional
Torres formó parte de los seleccionados juveniles de baloncesto de Argentina, llegando a disputar, entre otros torneos, el Campeonato Mundial de Baloncesto Sub-19 de 2013 como parte de una camada en la que también estaban Juan Pablo Vaulet, Gabriel Deck y Pedro Barral.
En 2019 integró el plantel del seleccionado universitario de baloncesto de Argentina que compitió en la Universiada de ese año.